# سرخیو آلوارز (وزنه‌بردار)
سرخیو آلوارز (اسپانیایی: Sergio Álvarez‎؛ زادهٔ ۱۱ اکتبر ۱۹۷۹) وزنه‌بردار اهل کوبا است.
وی در مسابقات کشوری و بین‌المللی در مجموع برندهٔ ۵ مدال طلا، ۱ مدال نقره، ۱ مدال برنز شده‌است.